# グヌアン駅
グヌアン駅 （グヌアンえき、マレー語:Genuang Railway Station） は、マレーシアのジョホール州グヌアンにある、マレー鉄道ウエスト・コースト線の駅である。

## 概要
KTMインターシティの一部の列車（下りEkspres Senandung Malam）が停車するほか、貨物列車が発着する。

## 歴史
- 1909年7月1日 - スガマッ～ジョホール・バル間開業。

## 駅構造
地上駅である。駅舎は北側にあるが、ホームはない。2線あり列車交換ができる。